# Parafia św. Sergiusza w Chuathbaluk
Parafia św. Sergiusza w Chuathbaluk – prawosławna parafia w Chuathbaluk. Jedna z 10 parafii tworzących dekanat misyjny Anchorage diecezji Alaski Kościoła Prawosławnego w Ameryce. 